# Rope Creek Cascades
Die Rope Creek Cascades sind ein Wasserfall im Westland-Nationalpark in der Region West Coast auf der Südinsel Neuseelands. Im Tal des Franz-Josef-Gletschers liegt er an der Mündung des Rope Creek in den Waiho River, den Abfluss des Franz-Josef-Gletschers. Seine Fallhöhe beträgt rund 17 Meter.
Der Wasserfall ist am Ende des Fanz Josef Glacier Walk, der am Parkplatz am Ende des Zufahrtsweges zum Franz-Josef-Gletscher beginnt, aus der Entfernung linker Hand zu sehen.